# اتیلن-وینیل استات
اتیلن-وینیل استات (به انگلیسی: Ethylene-vinyl acetate) یک ترکیب شیمیایی با شناسه پاب‌کم ۳۲۷۴۲ است. اتیلن-وینیل استات پلیمری گرمانرم است که به‌طور وسیعی در زمینه‌های مختلف نظیر کفش، کفپوش‌های فومی، وسایل ورزشی، پوشش کابل و فوم‌های ارتوپدی استفاده می‌شود. همچنین این پلیمر ارزان قیمت و با خصوصیات زیست سازگاری مناسب برای کاربرد در دارو و مواد غذایی است.